# Queens of structure
Queens of Structure ist eine deutsche Initiative, die seit 2021 die Leistungen und Karrieren von Frauen im Bereich des konstruktiven Ingenieurbaus sichtbar macht und gleichzeitig die Bedeutung des Bauingenieurwesens thematisiert. Die zu diesem Zweck konzipierte Wanderausstellung „Queens of Structure – Projekte und Positionen von Bauingenieurinnen“ zeigt Frauen, die in unterschiedlichen Sparten des Bauingenieurwesens innovativ und international erfolgreich tätig oder Pionierinnen auf ihrem Gebiet waren und sind. Zahlreiche deutsche und Schweizer Hochschulen holten die Ausstellung mit ihren knallgelben Tafeln auf ihren Campus oder in ihre Stadt, um die Leistungen darzustellen und in einem Rahmenprogramm mit erfolgreichen Bauingenieurinnen zu diskutieren.

## Geschichte und Entwicklung

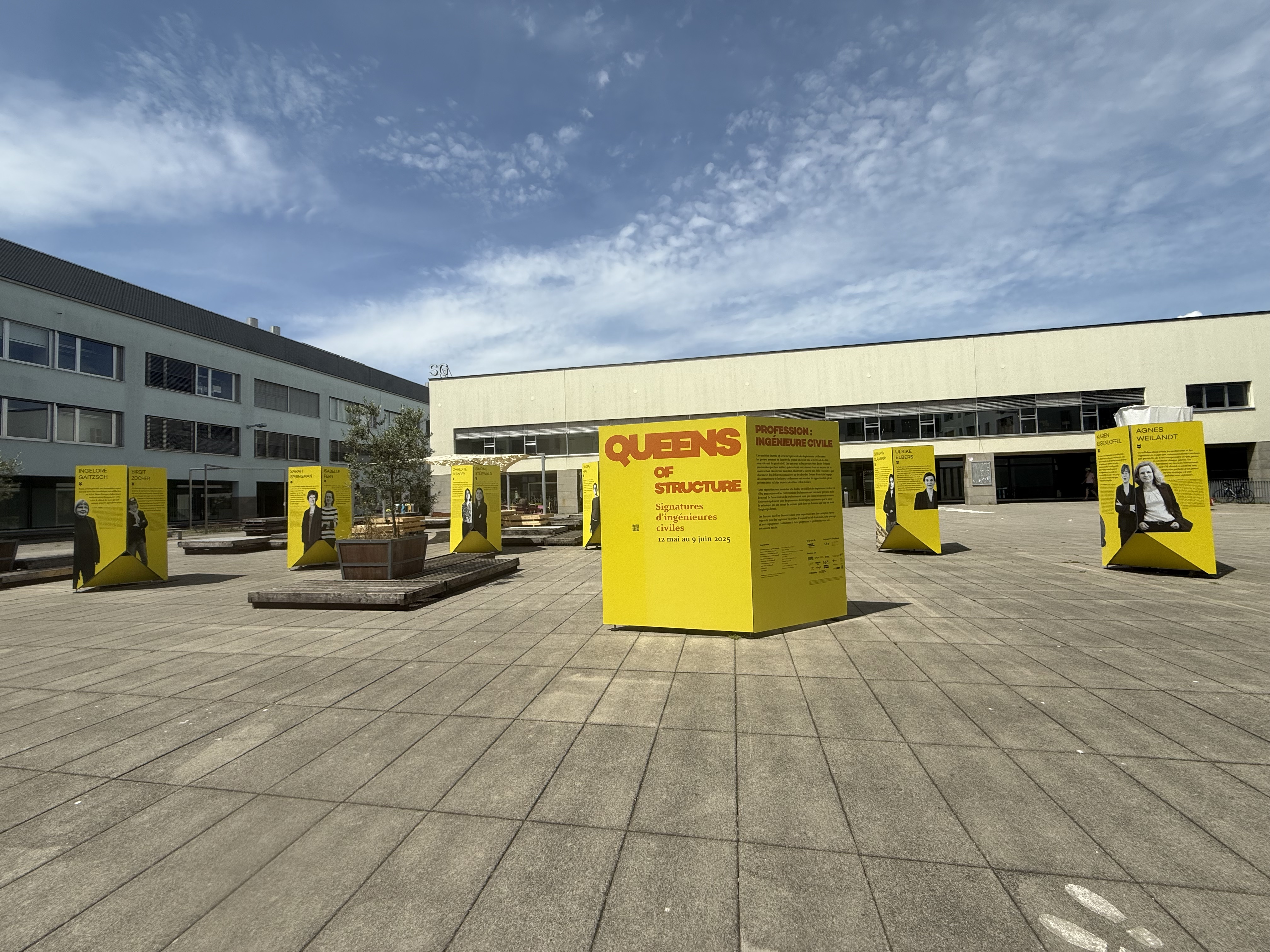
Queens of Structure auf dem Ada Lovelace Platz der EPFL, Lausanne

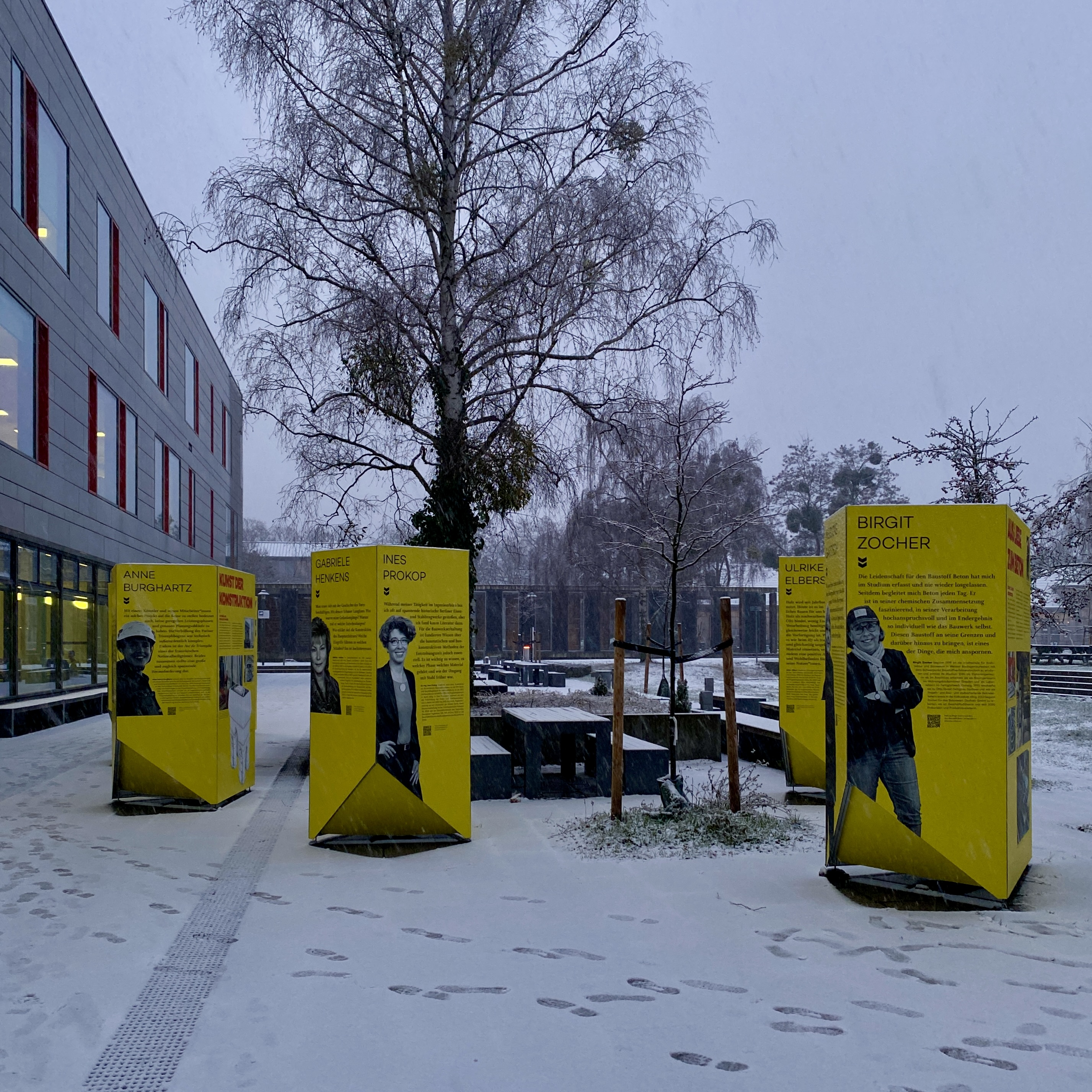
Queens of Structure auf dem Campus der FH Potsdam

Die Ausstellung wurde 2021 im Rahmen des Women in Architecture-Festivals erstmals im Berliner Architekturmuseum vorgestellt. Die Initiatorinnen sind Birgit Harwig, Nicole Parlow, Anath Wolff und Nicole Zahner. Kuratorin der Ausstellung ist Ulrike Tillmann, die Gestaltung stammt von Rahel Melis. Die Ausstellung präsentiert Porträts und Projekte von Bauingenieurinnen aus Vergangenheit und Gegenwart. Ziel ist es, ihre Kreativität, technische Expertise und die Bewältigung beruflicher Herausforderungen darzustellen. Die Ausstellung wurde an zahlreichen Hochschulen und Universitäten in Deutschland und der Schweiz gezeigt, darunter die Technische Universität München (TUM), die Bauhaus-Universität Weimar, die Fachhochschule Potsdam, die Hochschule Darmstadt, die Hochschule Landshut, die TU Berlin, sowie internationale Standorte wie die OST – Ostschweizer Fachhochschule, der Theaterplatz Basel und die École polytechnique fédérale de Lausanne (EPFL).
Im Jahr 2025 wurde eine französischsprachige Version der Ausstellung von der Forscherin Maléna Bastien Masse adaptiert und auf dem Ada Lovelace Platz der École polytechnique fédérale de Lausanne gezeigt. Diese Version enthält neue Porträts, unter anderem von drei EPFL-Absolventinnen, die die Vielfalt der Karrierewege und Fachgebiete illustrieren: Denkmalsanierung, Staudammsicherheit, nachhaltige Mobilität und internationale Großprojekte.

## Ziele

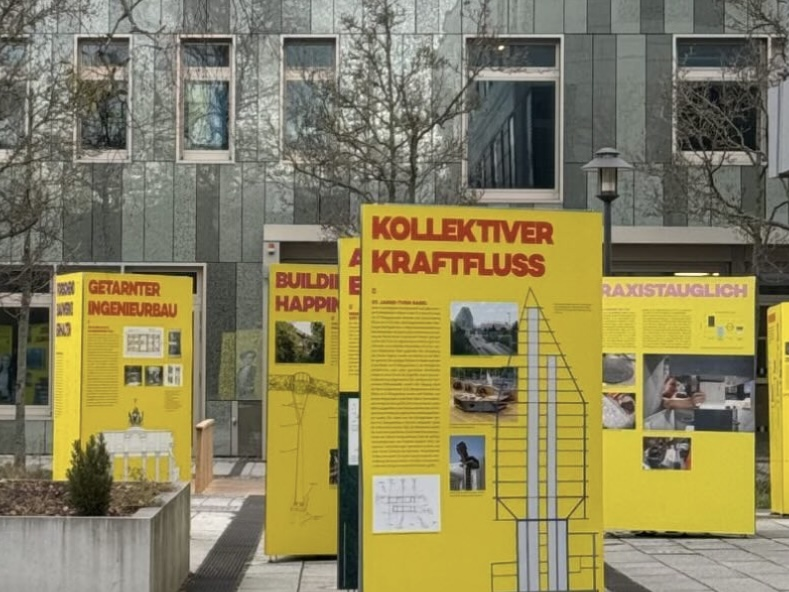
Ausstellungsdetail, FH Potsdam

Queens of Structure trägt dazu bei, die doppelte Unsichtbarkeit von Bauingenieurinnen zu überwinden: Zum einen werden die Beiträge von Frauen im Ingenieurwesen sichtbar gemacht, zum anderen wird die Profession als Ganzes gewürdigt. Die Initiative bietet inspirierende Vorbilder für zukünftige Generationen und fördert Diversität und Gleichstellung in technischen Berufen.
Technisch interessierte junge Frauen sollen ermutigt werden, sich mit weiblichen Vorbildern zu identifizieren.

## Aktivitäten
Zu den Aktivitäten gehören:
- Entwicklung einer Wanderausstellung, die von Hochschulen angefragt werden kann[8]
- Gestaltung von Konferenzen und Vermittlung von Vorträge mit renommierten Ingenieurinnen wie Agnès Weilandt[11]
- Vermittlung von „Blind Dates“, bei denen Studentinnen zu einem persönlichen Gespräch mit Ingenieurinnen eingeladen werden
- Gestaltung von Podiumsdiskussionen, Podcasts und öffentliche Debatten zu Themen wie Gleichstellung, Empowerment, Diversität und Sichtbarkeit von FLINTA-Personen (Frauen, inter, nicht-binäre, trans und agender Personen) im Bauingenieurwesen[7]
- Digitale Ausstellungen und virtuelle Angebote[8]
- Gestaltung einer Website, die die Ausstellung und die Aktivitäten vor Ort dokumentiert[12]
- Erstellung eines Begleithefts zur Wanderausstellung unter dem Titel Queens of Structure: Projekte und Positionen von Bauingenieurinnen.

## Ausstellung und Themen
Die Ausstellung stellt 18 Bauingenieurinnen und ihre Projekte vor, die die Vielfalt der Tätigkeitsbereiche und Herausforderungen im Bauingenieurwesen widerspiegeln. Präsentiert werden sowohl aktuelle Akteurinnen als auch historische Pionierinnen, die maßgeblich an bedeutenden Bauwerken wie der Brooklyn Bridge, The Shard oder dem London Eye beteiligt waren. Die Porträts geben Einblicke in die individuellen Werdegänge, die Herausforderungen im Beruf sowie die Strategien zur Überwindung von Stereotypen.
Die Ausstellung war bisher an folgenden Standorten zu sehen:
- Tiefgarten des Architekturmuseums am Ernst-Reuter-Platz, Berlin. In Zusammenarbeit mit TU Berlin (Juni–Juli 2021)[13]
- Vor dem Kulturpalast am Altmarkt, Dresden (Juni–Juli 2022)[14][15]
- Theaterplatz Basel. In Zusammenarbeit mit der Fachhochschule Nordwestschweiz und der Hochschule für Architektur, Bau und Geomatik FHNW (Oktober–November 2022)[16][17]
- OST – Ostschweizer Fachhochschule, Rapperswil (März–April 2023)[18]
- Technische Universität München TUM (Mai–Juni 2023)[19]
- Hochschule Landshut (Juni–Juli 2023)[20]
- Universität Stuttgart (Oktober November 2023)[21][22]
- Bauhaus-Universität Weimar (April–Juli 2024)[23][24]
- TU Berlin (November 2024)
- Fachhochschule Potsdam (Oktober 2024–Januar 2025)[25][26][27]
- Genf (April 2025)[28][29]
- EPFL Lausanne (Mai 2025)[30]
- Hochschule Darmstadt (Juni 2025)[31][2]

## Liste der Pionierinnen
- Sarah Guppy (1770–1852), Britische Erfinderin und Unternehmerin, Inhaberin mehrerer Patente im Bauingenieurwesen, Investorin in Hängebrückenprojekte und Förderin technischer Innovationen.
- Emily Warren Roebling (1843–1903), Technische Leiterin beim Bau der Brooklyn Bridge in New York, die während der Krankheit ihres Mannes die Bauleitung und technische Verwaltung übernahm.
- Nora Stanton Blatch Barney (1883–1917), erste Frau mit Abschluss im Bauingenieurwesen an der Cornell University, Ingenieurin und Aktivistin für Frauenrechte im Beruf.
- Dorothy Donaldson Buchanan (1899–1985), erstes weibliches Mitglied der Institution of Civil Engineers (ICE) im Vereinigten Königreich, beteiligt an der Planung der Sydney Harbour Bridge.
- Martha Schneider-Bürger (1902–2001), erste Frau mit Bauingenieurabschluss in Deutschland (TH München, 1927), Autorin des Standardwerks Stahlbau-Profile.
- Sonja Lapajne Oblak (1906–1993), erste Ingenieurin aus Slowenien und erste Stadtplanerin des Landes, tätig im öffentlichen Bauwesen und in der Stadtplanung.
- Mary Fergusson (1914–1997), erste weibliche Senior Associate in einem britischen Ingenieurbüro, Pionierin im Brücken- und Infrastrukturdesign im Vereinigten Königreich.
- Elfriede Tungl (1922–1982), erste Frau mit Doktortitel im Bauingenieurwesen in Europa, Professorin an der TU Wien, Spezialistin für Werkstofffestigkeit.
- Marilyn Jorgenson Reece (1926–2004), erste zugelassene Bauingenieurin in Kalifornien, Designerin des Autobahnkreuzes 10/405 in Los Angeles, Symbol moderner Verkehrstechnik.

## Liste der Bauingenieurinnen
- Roma Agrawal war als Bauingenieurin am Londoner Projekt The Shrad beteiligt.
- Charlotte Bofinger widmet sich dem nachhaltigen Bauen.
- Anne Burghartz ist Spezialistin für Tragwerksplanung und arbeitete mit Christo und Jean-Claude an der Verhüllung des Arc de Triomphe in Paris mit.
- Sukanya Duraisamy arbeitete als Tragwerksplanerin bei Projekten in Bolivien, Deutschland und Indien mit.
- Karen Eisenloffel war als Tragwerksplanerin an der Waldschlößchenbrücke in Dresden beteiligt.
- Ulrike Elbers beschäftigt sich mit Holzbau und nachhaltigem Bauen.
- Ingelore Gaitzsch war Projektleiterin für die Entwicklung, Planung und bauliche Umsetzung des Experimentalbaus WBS 70 mit Erdgeschosszone.
- Gabriele Henkens war verantwortlich für die Tragwerksplanung bei der Instandsetzung des Brandenburger Tors.
- Salome Hug war Projektingenieurin in Bern, Basel und Münchenstein.
- Ingeborg Friedrich-Keil ist Tragwerksplanerin für Spezialtiefbau und Wasserbaus, Baugrundgutachten und Ausführungskontrolle Spezialbau.
- Valentina Kumpusch ist Spezialistin und Projektleiterin für Tunnelbau in den Alpen.
- Ines Prokop ist Bauzeichnerin und Tragwerksplanerin und lehrend und beratend tätig.
- Sarah Springman war geotechnisch tätig in England, Australien und auf den Fidji-Inseln. Sie ist Rektorin der ETH Zürich.
- Simone Stürwald forschte zum Tragverhalten von Ultrahochleistungsbeton.
- Anja Vehlow managt Großprojekte der DB Netz AG.
- Madeleine Weber ist Spezialistin in Sachen Erdbebensicherheit.
- Agnes Weilandt ist Fachfrau für Projekte mit komplizierter Geometrie, die Interaktion zwischen Tragwerk und Fassaden und die Fassadenplanung
- Jane Wernick war als Bauingenieurin in Großprojekten wie dem Millennium Wheel, dem TGV Bahnhof in Lille oder dem Stansted Flughafen Terminal tätig.
- Birgit Zocher war Bauingenieurin im Wohnungsbaukombinat Dresden und ist heute Prokuristin und Produktionsleiterin im Betonwerk Oschatz.